# Castillo de Osborne
El castillo de Osborne (en inglés: Osborne House; traducción literal, Casa Osborne) es una antigua residencia de la familia real del Reino Unido localizada en Cowes, isla de Wight, Inglaterra. Fue edificado entre 1845 y 1851 por la reina Victoria, y su marido el príncipe Alberto, como una residencia estival y casa privada. Fue diseñado por Alberto, y el constructor principal fue Thomas Cubitt.
La reina Victoria murió en la Osborne House el 22 de enero de 1901. Tras su muerte, el rey Eduardo VII, a quien nunca le había gustado Osborne, presentó la casa al Estado el día de su coronación en 1902, y el pabellón real se conservó como museo privado de la reina Victoria. De 1903 a 1921, parte de la finca alrededor de los establos se utilizó como escuela de entrenamiento de oficiales subalternos para la Royal Navy, conocida como Royal Naval College, Osborne. Otra sección de la casa se utilizó como hogar de convalecencia para los oficiales. En 1933, muchos de los edificios temporales de Osborne fueron demolidos. En 1954, la reina Isabel II dio permiso para que las habitaciones de la planta baja del pabellón real se abrieran al público. En 1986, el English Heritage asumió la dirección de la Osborne House, y en 1989 también se abrió al público el segundo piso de la casa.
La casa está catalogada como Grado I en la Lista del Patrimonio Nacional de Inglaterra, y el parque y los jardines paisajísticos están catalogados como Grado II en el Registro de Parques y Jardines Históricos.

## Historia

### Residencia privada de verano
La reina Victoria y el príncipe Alberto compraron Osborne House en la isla de Wight a Lady Isabella Blachford en octubre de 1845. Querían una casa alejada del estrés de la vida cortesana. Victoria había pasado dos vacaciones en la Isla de Wight cuando era niña, cuando su madre, la duquesa de Kent, alquiló el castillo de Norris, la finca contigua a Osborne. El entorno de la casa georgiana de tres pisos atrajo a Victoria y Alberto; en particular, las vistas del Solent le recordaron a Alberto la bahía de Nápoles en Italia. Pronto se dieron cuenta de que la casa era demasiado pequeña para sus necesidades y decidieron, con asesores, reemplazar la casa con una nueva residencia más grande.
La nueva Casa Osborne fue construida entre 1845 y 1851 al estilo del Renacimiento italiano, con dos torres mirador. El príncipe Alberto diseñó la casa él mismo junto con Thomas Cubitt, el arquitecto y constructor londinense cuya compañía también construyó la fachada principal del Palacio de Buckingham. La pareja pagó gran parte del mobiliario de la nueva casa con la venta del Pabellón Real de Brighton. El Príncipe Consorte participó directamente en el acondicionamiento de la finca, jardines y arbolado, para demostrar sus conocimientos en silvicultura y paisajismo. En las residencias reales más oficiales, los Comisionados de Árboles y Bosques lo habían desautorizado, que tenía responsabilidades oficiales sobre los terrenos. Debajo de los jardines de la bahía de Osborn había una playa privada, donde la reina guardaba su propia máquina de baño privada. Según un informe de prensa, "la máquina de baño de la reina estaba inusualmente ornamentada, con una terraza delantera y cortinas que la ocultarían hasta que entrara al agua. El interior tenía un vestuario y un inodoro empotrado".

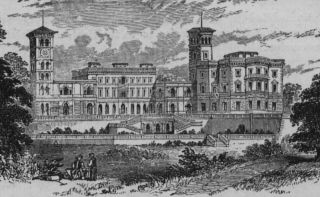
Vista de la Casa Osborne en el momento de su construcción (1851).

El ala cuadrada original de la casa se conocía como 'El Pabellón' y contenía los apartamentos principal y real en la planta baja y el primer piso, respectivamente. Los apartamentos principales, en particular, guardan recuerdos de los vínculos dinásticos de Victoria con otras familias reales europeas. La sala de billar tiene un enorme jarrón de porcelana que fue un regalo del zar ruso. La sala de billar, el comedor de la reina y el salón de la planta baja expresan grandeza.
En marcado contraste está la decoración más hogareña y sin pretensiones de los apartamentos reales en el primer piso. Estos incluyen el vestidor del príncipe, la sala de estar de la reina, el dormitorio de la reina y las guarderías infantiles. Destinadas al uso privado y doméstico, estas habitaciones se hicieron lo más cómodas posible. Tanto la reina Victoria como el príncipe Alberto estaban decididos a criar a sus hijos en un entorno natural y amoroso. Permitieron que los niños reales visitaran las habitaciones de sus padres con frecuencia, en una época en que los hijos de los aristócratas a menudo vivían separados de sus padres en guarderías, y se unían a ellos ocasionalmente en salas públicas, en lugar de espacios íntimos compartidos.
El ala principal se añadió más tarde: contiene los alojamientos domésticos y las cámaras de consejo y audiencia, así como una suite para la madre de Victoria. La adición final a la casa fue un ala construida entre 1890 y 1891. Este ala fue diseñada por John Lockwood Kipling, padre del poeta Rudyard Kipling. En la planta baja, incluye la famosa Sala Durbar, llamada así por una versión anglosajona de la palabra hindi durbar, que significa corte. La Sala Durbar se construyó para funciones estatales; fue decorado por Bhai Ram Singh en un estilo elaborado e intrincado, y tiene una alfombra de Agra. Ahora contiene los obsequios que la reina Victoria recibió en sus jubileos de oro y diamante. Estos incluyen jarrones de plata y cobre grabados, armaduras indias y un modelo de un palacio indio. El primer piso del ala nueva era para uso exclusivo de la princesa Beatriz y su familia. Beatriz era la hija menor de la reina y vivió cerca de Victoria durante su vida.
Osborne House expresa numerosas asociaciones con el Raj británico y, especialmente, la India, al igual que alberga una colección de pinturas de personas y escenas hindúes, pintadas a pedido de la reina Victoria por Rudolf Swoboda. Estos incluyen representaciones de hindúes residentes o visitantes de Gran Bretaña en el siglo XIX, y escenas pintadas en la India cuando Swoboda viajó allí para crear tales obras.

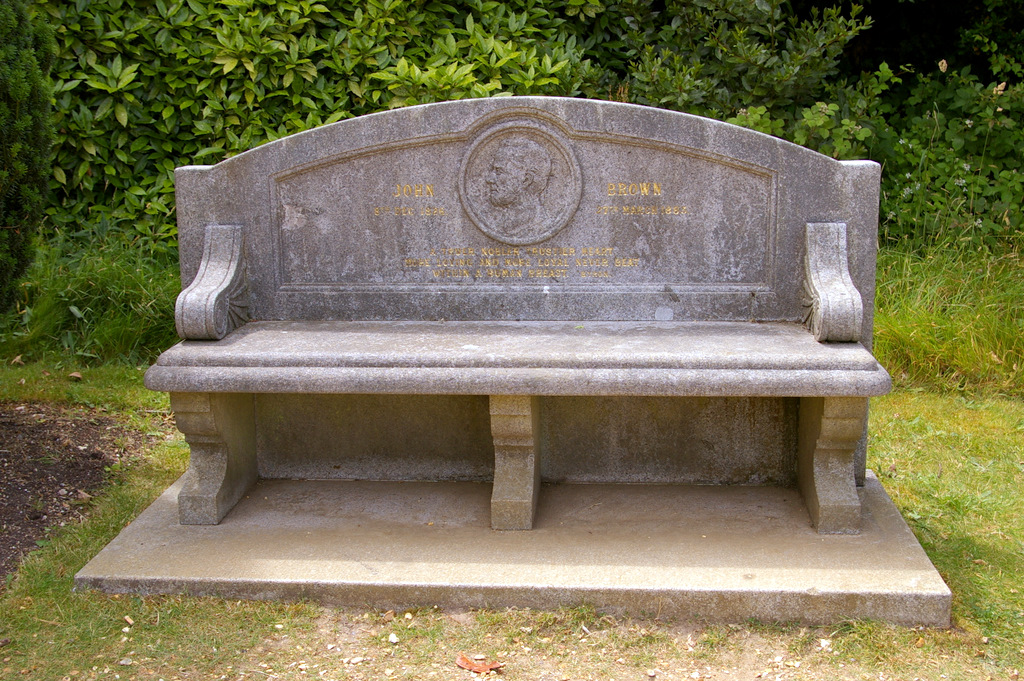
Banco conmemorativo en honor a John Brown (1826-1883), favorito de la reina Victoria.

La familia real se quedaba en Osborne durante largos períodos cada año: en primavera, para el cumpleaños de Victoria en mayo; en julio y agosto cuando celebraron el cumpleaños de Alberto; y justo antes de Navidad. En una ruptura con el pasado, la reina Victoria y el príncipe Alberto permitieron que fotógrafos y pintores hicieran obras con su familia en los terrenos y en la casa. Esto fue en parte para su propio disfrute y en parte como una forma de relaciones públicas, para demostrar a la nación su carácter de familia feliz y devota. Se vendieron al público muchos miles de grabados de la familia real, lo que llevó a Victoria a comentar: "Ningún soberano fue jamás más amado que yo (me atrevo a decir)". En otra oportunidad, la reina Victoria declaró: "Anhelo nuestras habitaciones alegres y poco palaciegas en Osborne".
Los terrenos también incluían una 'cabaña suiza' para los niños reales. La cabaña fue desmantelada y traída pieza por pieza desde Suiza a Osborne, donde se volvió a montar. Allí, se animó a los niños reales a trabajar en el jardín. A cada niño se le dio una parcela rectangular en la que cultivar frutas, verduras y flores. Vendían sus productos a su padre. El príncipe Alberto usó esto como una forma de enseñar los conceptos básicos de la economía. Los niños también aprendieron a cocinar en el "Swiss Cottage", que estaba equipada con una cocina en pleno funcionamiento. Ambos padres vieron este tipo de educación como una forma de fundamentar a sus hijos en las actividades de la vida diaria compartidas por la gente del reino a pesar de su estatus real. 
En 1859, el príncipe Alberto diseñó un nuevo y más grande establo cuadrangular, que fue construido por Cubitts en el antiguo campo de cricket. El edificio está catalogado como de Grado II en la Lista del Patrimonio Nacional de Inglaterra.

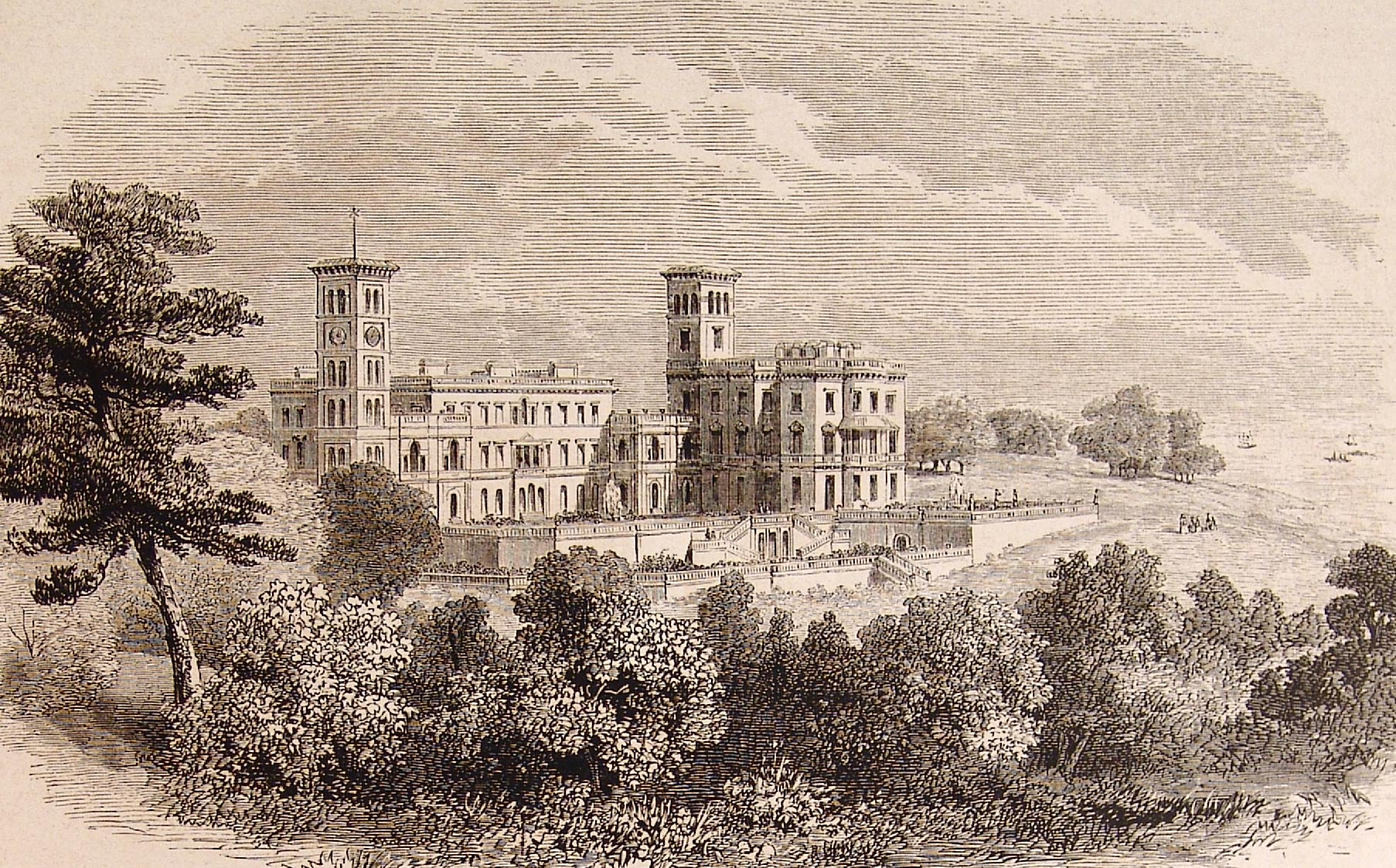
El Castillo de Osborne en 1878.

Después de que el Príncipe Alberto muriera en el Castillo de Windsor en diciembre de 1861, la Reina Victoria continuó visitando religiosamente la Casa Osborne, no solo porque era uno de sus palacios favoritos, sino también como una manera de recordar al fenecido príncipe consorte.
En 1876, como homenaje a la reina Victoria, se construyó la Casa de Gobierno de la colonia (ahora Estado) de Victoria, Australia, copia de la Casa Osborne.
El 14 de enero de 1878, Alexander Graham Bell mostró una primera versión del teléfono a la reina en Osborne House, realizando llamadas a Cowes, Southampton y Londres. Estas fueron las primeras llamadas telefónicas de larga distancia presenciadas públicamente en Gran Bretaña. La reina probó el dispositivo y consideró que el proceso era "bastante extraordinario", aunque el sonido era "bastante débil". Más tarde pidió comprar el equipo que se utilizó, pero Bell se ofreció a hacer "un juego de teléfonos" específicamente para ella.

### Entrega a la nación

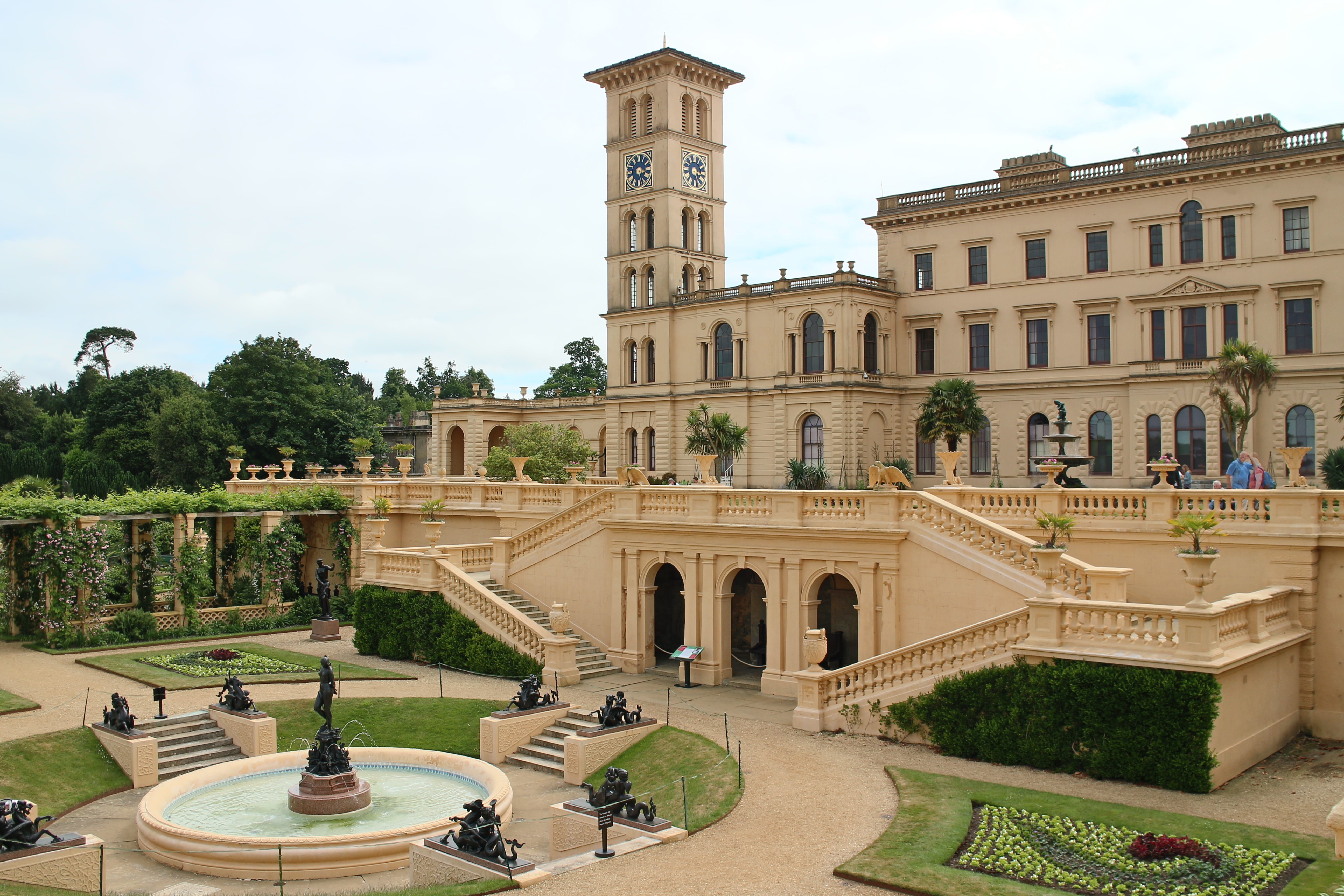
Vista frontal del Palacio de Osborne en junio de 2018.

La reina Victoria murió en Osborne el 22 de enero de 1901, con dos generaciones de su familia presentes. Aunque adoraba a Osborne y en su testamento dejó instrucciones estrictas de que la residencia permanecería en la familia, no todos sus hijos compartían el mismo apego. Eduardo VII donó la residencia de Osborne a la nación el día de su coronación en agosto de 1902; sin embargo, algunos miembros de la familia real continuaron habitando el palacio: a la princesa Beatriz y la princesa Luisa se les concedieron casas en la finca. 
Los apartamentos reales en los pisos superiores del ala del pabellón, incluido el dormitorio de la difunta reina, se convirtieron en un museo privado al que solo podía acceder la familia real.

#### Parte de la Marina Real Británica (1903-1921)

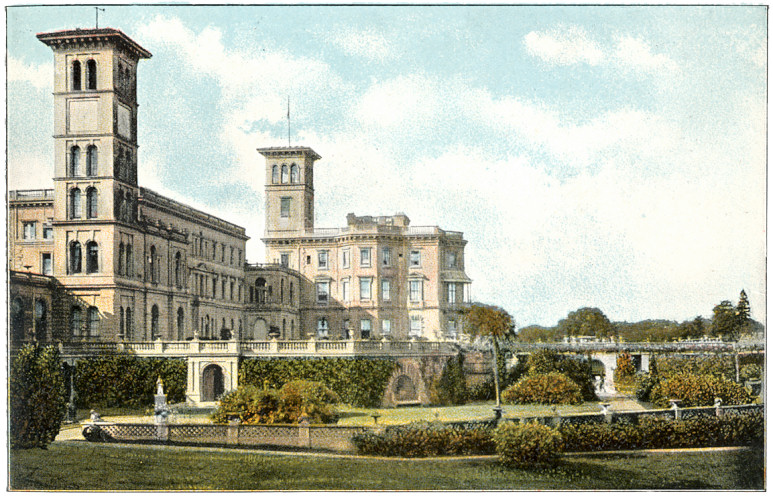
El jardín sur de Osborne House (1910).

En 1903, parte de la propiedad se convirtió en una escuela de formación para oficiales subalternos de la Marina Real británica, conocida como "Royal Naval College, Osborne". El entrenamiento inicial comenzaba a la edad de trece años, y la educación superior continuaba en el Royal Naval College de Dartmouth. La escuela cerró en 1921, y los últimos estudiantes abandonaron el edificio el 9 de abril de ese año. 
Los alumnos que salieron de aquella escuela incluyen a tres bisnietos de la reina Victoria: los futuros reyes Eduardo VIII y Jorge VI, así como su hermano menor, Jorge, duque de Kent. Otro estudiante muy conocido en la universidad fue Jack Llewelyn Davies, uno de los cinco "muchachos de Llewelyn Davies que inspiraron a J.M. Barrie para crear Peter Pan". Davies, cuyos hermanos fueron todos a Eton College, describió sus cinco años en Osborne como horrendos. En 1908, se sucedió el caso de George Archer-Shee, que fue expulsado de Osborne después de ser acusado falsamente de robar un giro postal de cinco chelines, y que inspiró la obra The Winslow Boy.

#### Lugar de convalecencia militar
Durante la Primera Guerra Mundial, las alas secundarias de Osborne House se utilizaron como hogar de convalecencia para oficiales. Robert Graves y A.A. Milne fueron dos pacientes famosos. Conocido como el Hogar de Retiro para Oficiales del Rey Eduardo VII, más tarde acogió a convalecientes de antecedentes militares y del servicio civil, incluidos oficiales retirados de las fuerzas armadas británicas hasta finales de la década de 1990.

### Durante la Segunda Guerra Mundial
Irónicamente, Adolf Hitler fue uno de los admiradores del Castillo de Osborne, llegando incluso a ordenar que no se bombardeara la propiedad, ya que consideraba convertirla en uno de sus refugios de posguerra en el caso de que lograra la rendición del Reino Unido.

## Preservación del recinto
Desde 1986, Osborne House ha estado bajo el cuidado de English Heritage. Se encuentra abierto al público.
El pabellón de cricket del antiguo Colegio Naval se convirtió en una casa de vacaciones en 2004, el cual puede ser reservado por el público. Desde 2005, la casa ocasionalmente ha organizado conciertos estilo pícnic en el césped fuera de la casa principal.
La playa privada de la reina Victoria en Osborne, incluida su máquina de baño personal, se abrió al público por primera vez en julio de 2012, tras un extenso programa de restauración.

## Galería

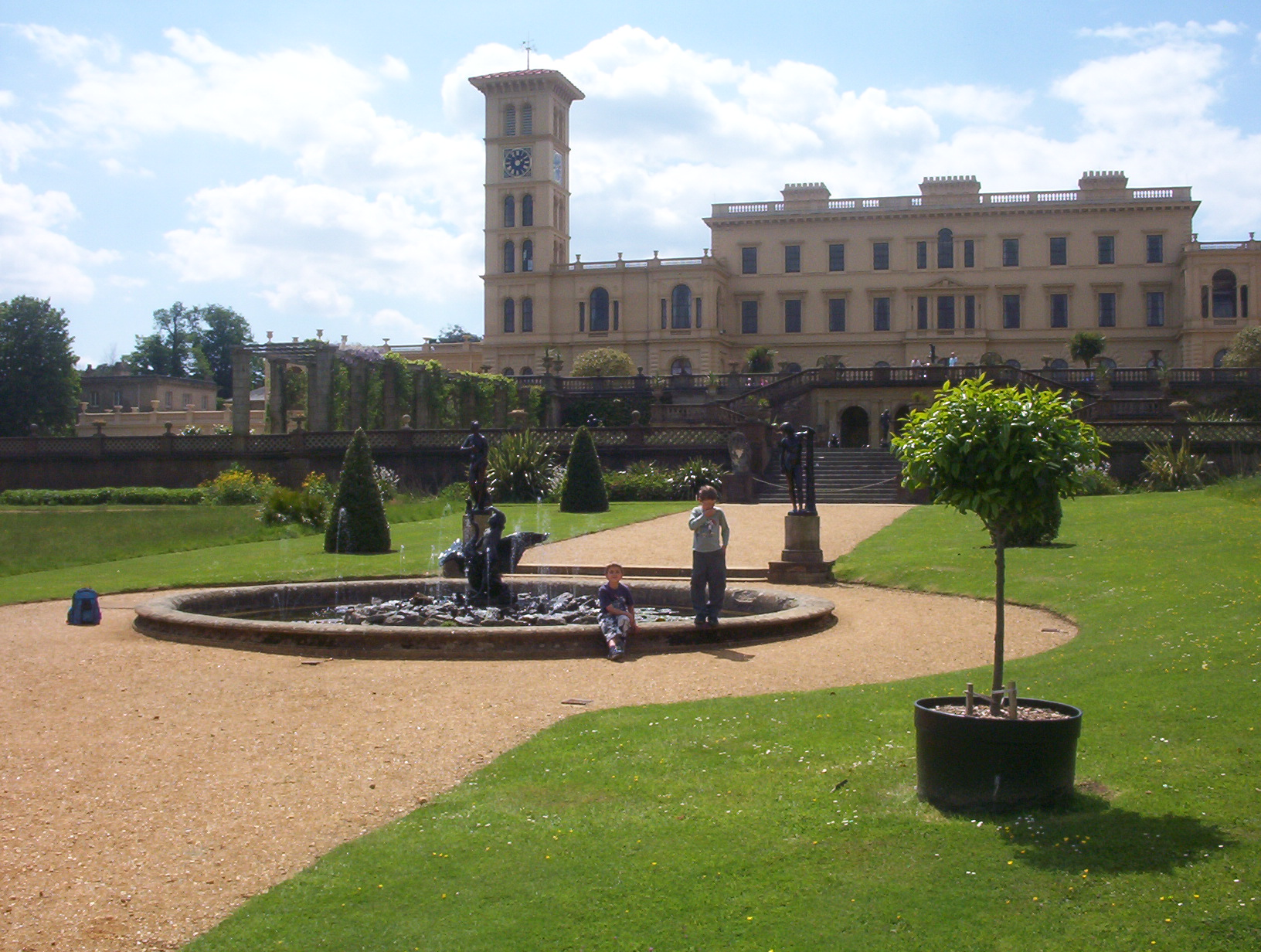
Vista de los jardines y de la fachada principal.
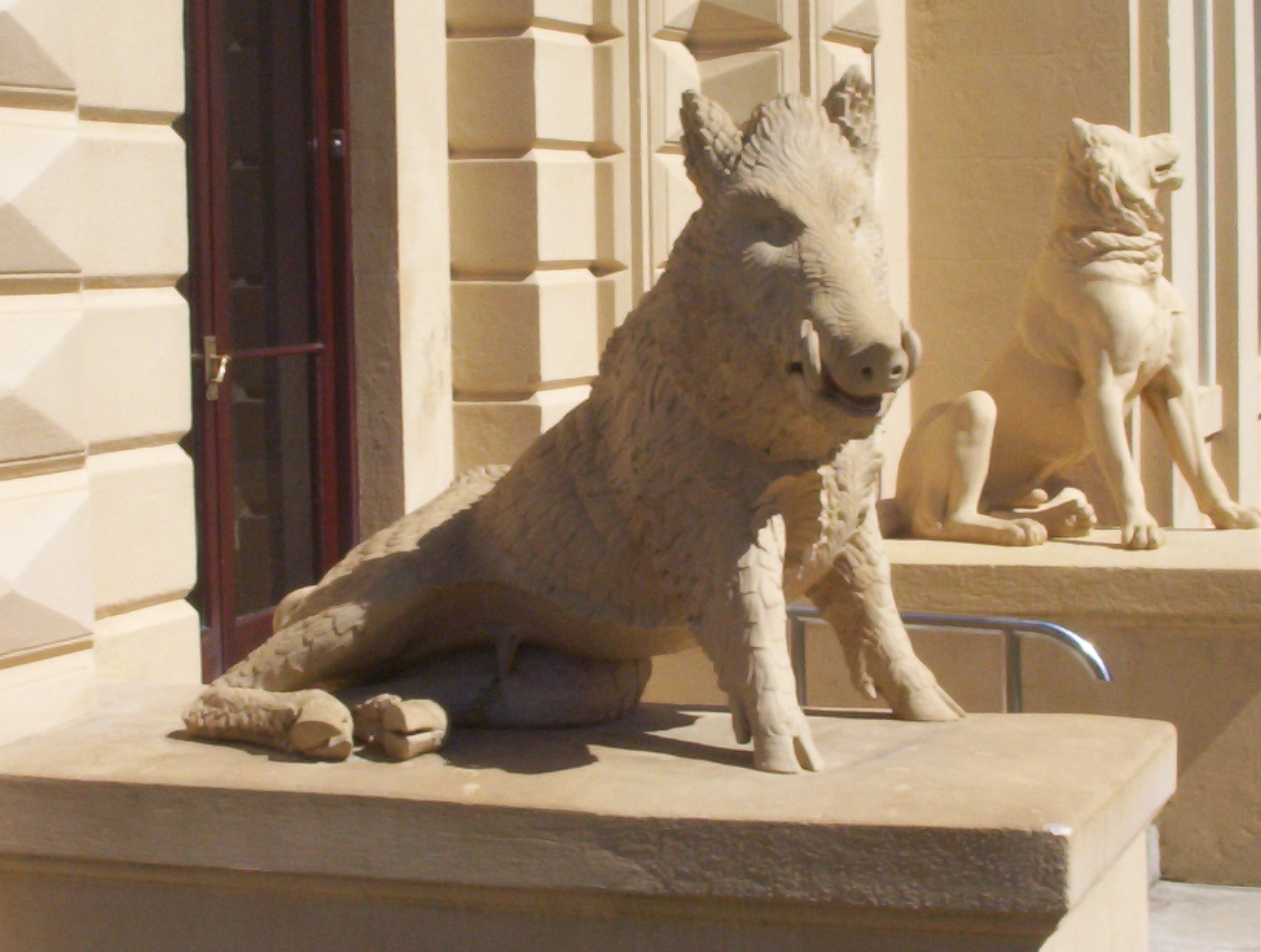
Detalle de los animales que custodian la fachada.
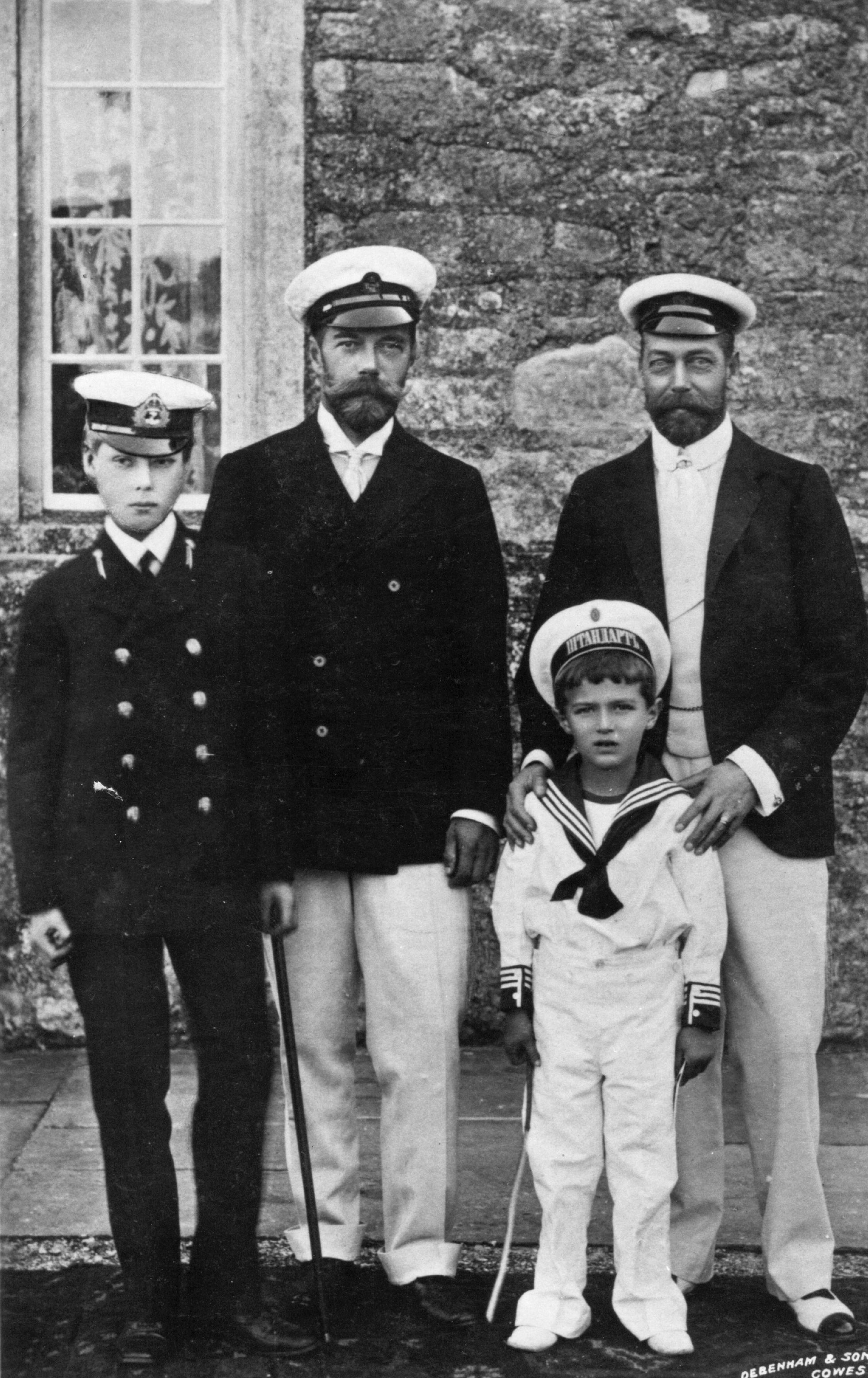
El zar Nicolás II fotografiado junto a su hijo, el zarévich Alekséi, su primo, el rey Jorge V y el príncipe Eduardo de Gales, en las inmediaciones de la residencia (1909).
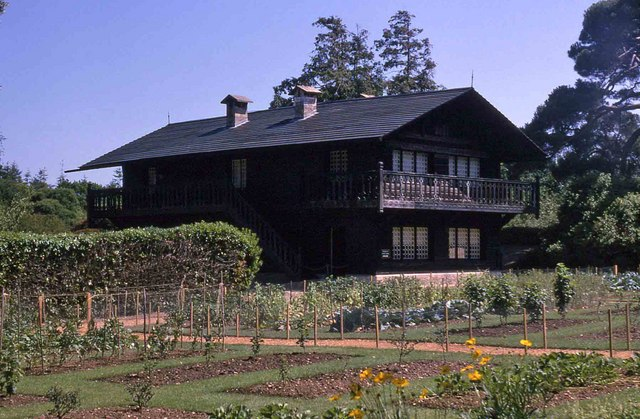
El Swiss Cottage en los terrenos de Osborne House, Isla de Wight.
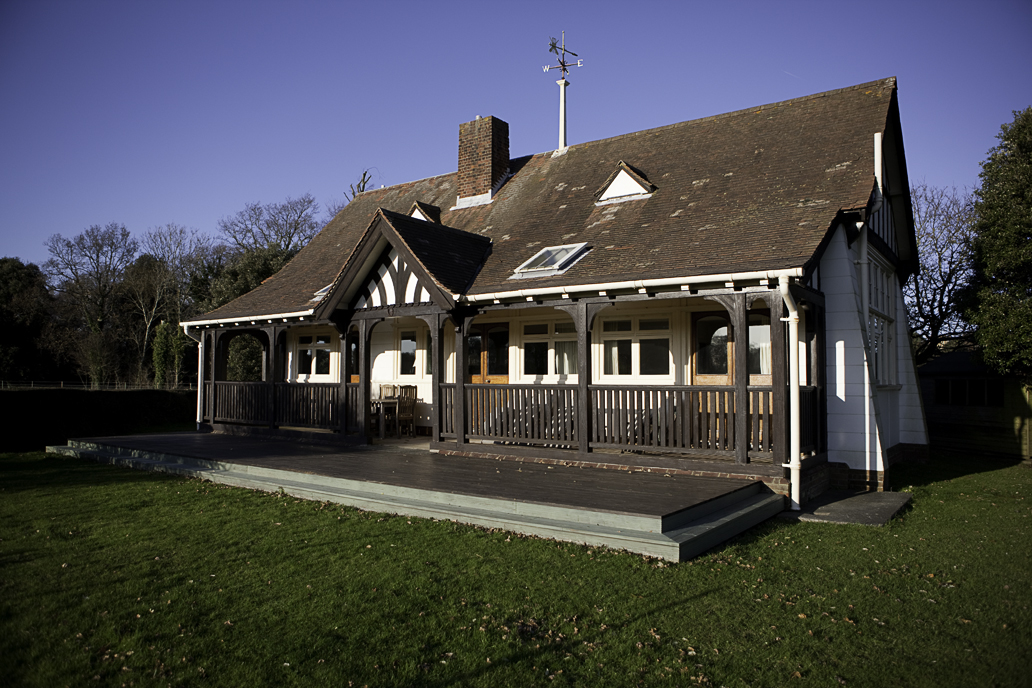
El Pabellón de Cricket en el Castillo de Osborne.
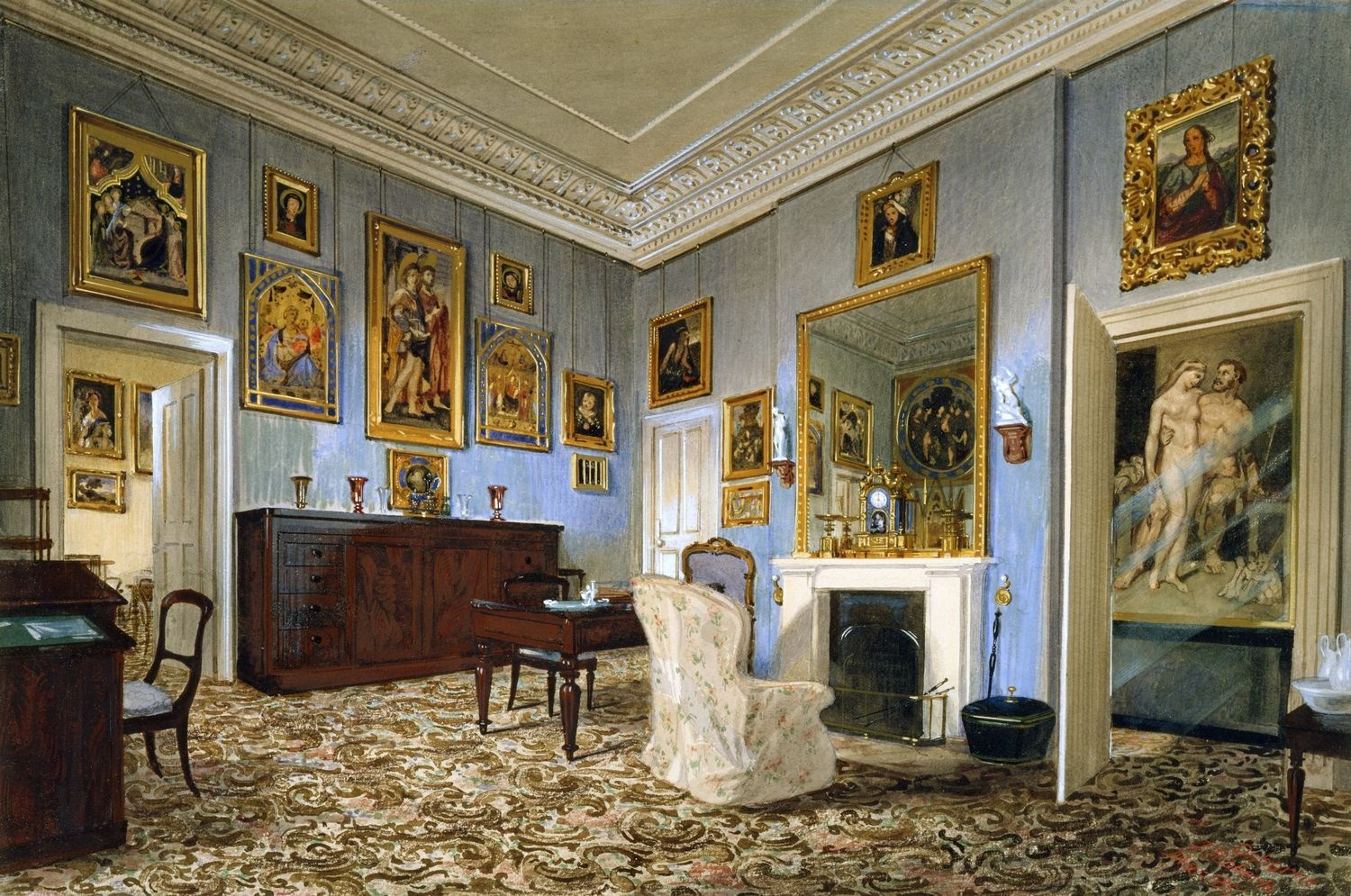
Vestidor del príncipe Alberto, acuarela de James Roberts (1851).
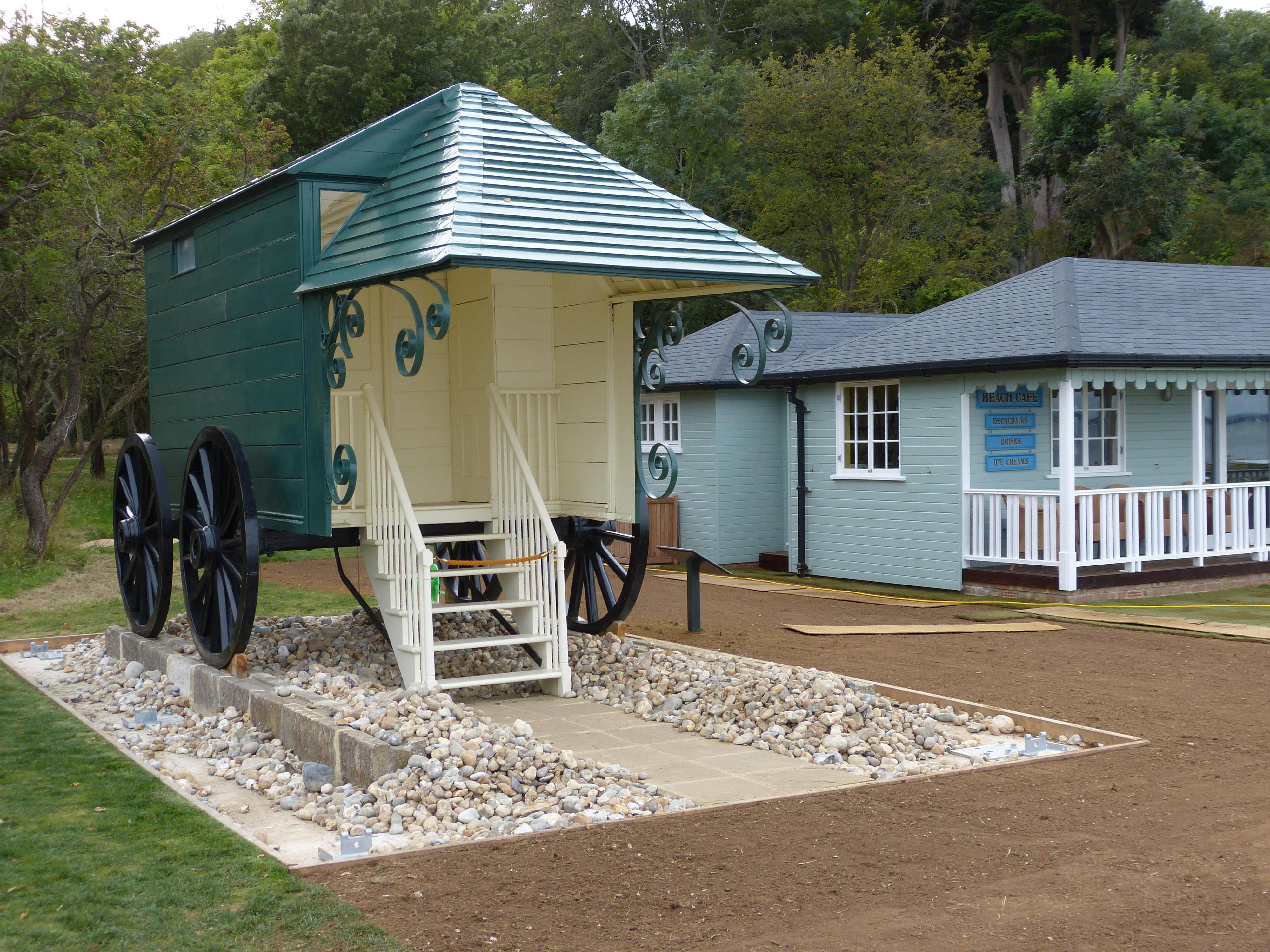
Máquina de baño de la reina Victoria. Esta podía llevarse al agua; dentro de ella la reina podía desnudarse y luego bañarse, sin ser visible para los demás.
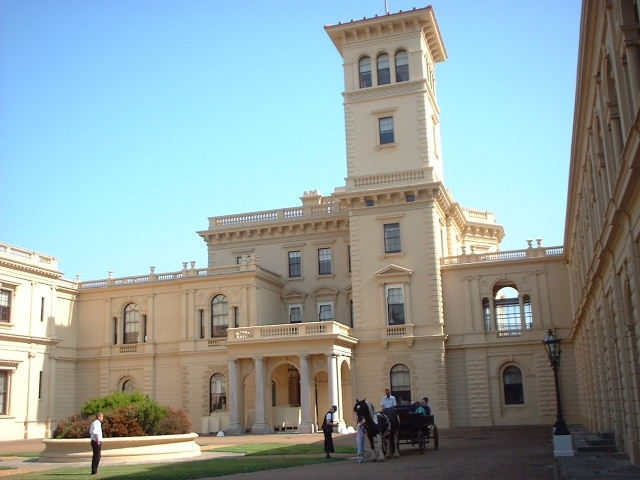
Vista desde una de las plazas del Castillo de Osborne.
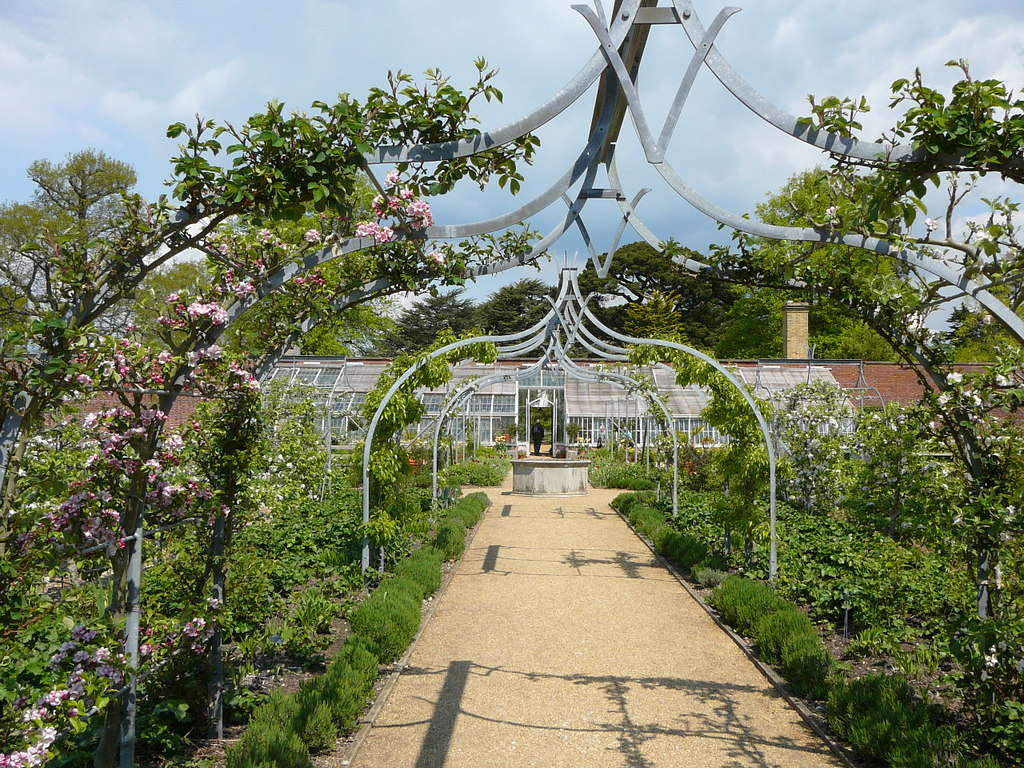
Jardines del Castillo de Osborne.